# Louise Moillon

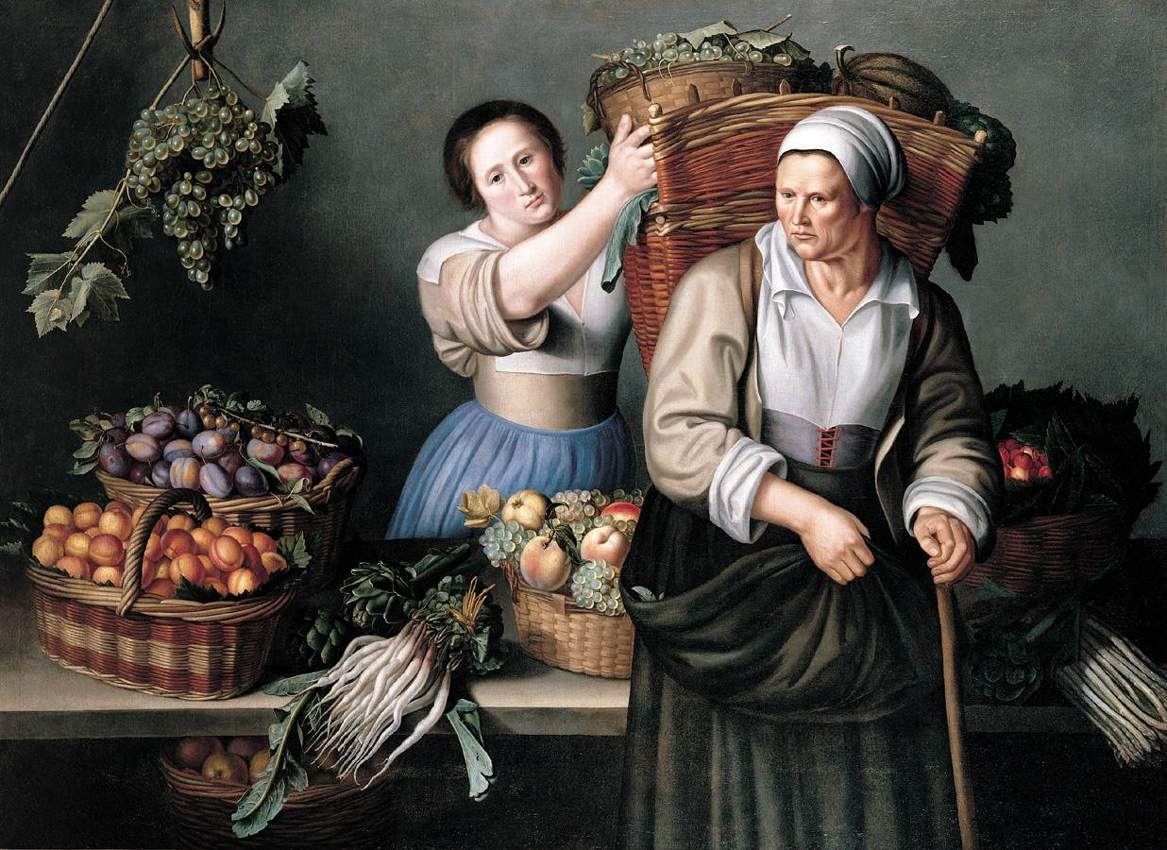
Louise Moillon - Venditrice di frutta e verdura

Louise Moillon (Parigi, 1610 – Parigi, 20 dicembre 1696) è stata una pittrice francese.

## Biografia
Figlia d'arte, nacque in una famiglia protestante. Era figlia del pittore paesaggista Nicolas Moillon (1555-1619) e sorella del pittore Isaac Moillon (1614-1673) che fu membro dell'Académie Royale de Peinture et de Sculpture. Rimasta vedova, sua madre si risposò nel 1620 col pittore e commerciante di dipinti François Garnier. Louise Moillon sposò nel 1640 il mercante parigino Girardot de Chancourt, da cui ebbe tre figli. Visse a Saint-Germain-des-Prés. Dopo l'editto di Fontainebleau, del 1685, la famiglia Girardot che era protestante fu perseguitata. Un figlio fu mandato in una scuola cattolica e gli altri due espatriarono in Inghilterra. Louise Moillon non divenne cattolica ma, per una frase poco chiara nel suo testamento, si svolse secondo il rito cattolico il suo funerale.
Il padre iniziò alla pittura i due figli Isaac e Louise che si specializzò in nature morte di contenute dimensioni, in genere su tavola, con cesti di frutta e di ortaggi - albicocche, prugne e susine scure con velatura bianca, mescolati a ribes e a rametti con foglie - ispirati al gusto barocco di Jacques Linard, di cui sembra sia stata allieva, e del pittore di Strasburgo Sebastian Stoskopff. A volte accompagnava le sue composizioni di frutta e verdure con figure femminili. La venditrice di frutta è del 1630 ed è conservata al Louvre; il Cesto di frutta, 1630 è all'Art Institute di Chicago.
Le sue composizioni sono semplici, curate nei minimi particolari ed equilibrate e la superficie della frutta sembra vellutata. La critica ha distinto le sue composizioni in due periodi distinti: opere della giovinezza e opere della maturità, interrotti da un ventennio di inattività. Un catalogo ragionato di sessantanove opere, a lei sicuramente attribuite, è stato pubblicato nel 2009.
Ebbe commesse da Luigi XIII, dal suo potente ministro delle Finanze Claude de Bullion e da Carlo I d'Inghilterra che possedeva cinque dipinti di Louise Moillon.

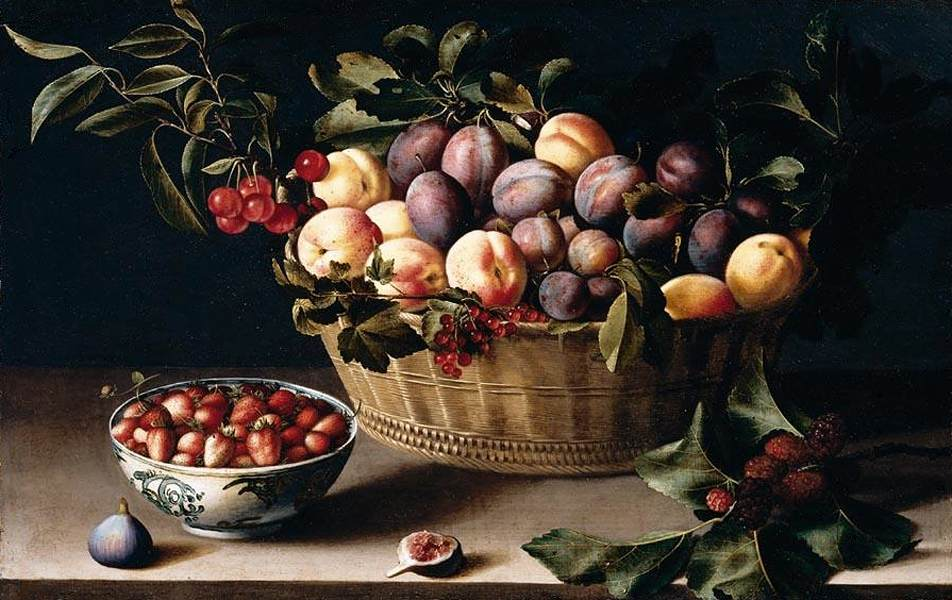
Louise Moillon - Cesto di frutta

### Alcune opere
- Cesto di frutta con mazzo di asparagi, 1630
- Cesto di limoni e arance su una scatola di legno e melograne, 1630 ca.,  National Museum of Women in the Arts, Washington
- Cesto di albicocche, 1634, Museo del Louvre, Parigi
- Cesto con pesche e piume, Los Angeles County Museum of Art
- Cesto di pesche, 1631, Staatliche Kunsthalle Karlsruhe
- Cesto con frutta, 1637, Museo Thyssen-Bornemisza
- Coppa di arance e limoni con melegranate, The Wallace Collection, Londra
- Cesto di prugne e cestino di fragole, 1632, Musée des Augustins
- Coppa di ciliegie con melone, 1633,
- Dama che acquista frutta e ortaggi, 1631,
- Piatto con prugne, 1637, Musée des Beaux-Arts di Strasburgo

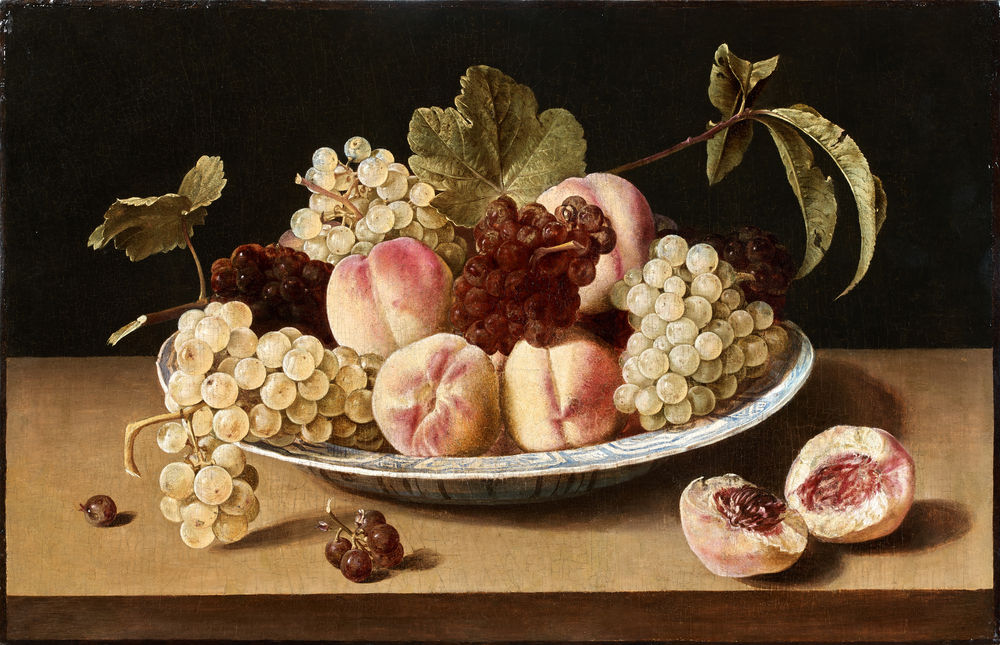
Louise Moillon - Natura morta con pesche e uva, in una coppa di porcellana cinese